# Charenton – Écoles (stanice metra v Paříži)
Charenton – Écoles je nepřestupní stanice pařížského metra na lince 8. Leží mimo hranice Paříže na území města Charenton-le-Pont pod ulicí Rue de Paris a podél náměstí Place Aristide Briand.

## Historie
Stanice byla otevřena 5. října 1942 při prodloužení linky ze stanice Porte de Charenton. Do 19. září 1970 sloužila jako konečná stanice, než byla linka dále rozšířena do Maisons-Alfort – Stade.

## Název
Jméno stanice se skládá ze dvou částí. Charenton podle města, ve kterém leží. Druhá část Écoles neboli školy odkazuje na základní školu Aristida Brianda, která je nejstarší školou ve městě a stojí na stejnojmenném náměstí. Aristide Briand (1862–1932) byl francouzský politik.
Na informačních tabulích je oficiální název stanice doplněn ještě podnázvem psaným malým písmem: Place Aristide Briand podle sousedícího náměstí.

## Vstupy
Stanice má několik vchodů:
- Hlavní vchod (s prodejnou jízdenek) má tři vstupy - z náměstí Place de l'église Saint-Pierre, z Rue de Paris u domů č. 77 (křižovatka s Rue Victor Hugo) a č. 66 (křižovatka s Rue Gabrielle).
- Vedlejší vstup (s automaty na jízdenky) má dva vstupy z Rue de Paris – u domu č. 68bis (křižovatka s Rue Anatole France) a u domu č. 91.
- Kromě toho vede na Rue de Paris před dům č. 83 eskalátor (pouze pro výstup) ze zadní části vlaku ve směru Créteil – Préfecture.

## Zajímavosti v okolí
- Bois de Vincennes